# Sycon faulkneri
Sycon faulkneri är en svampdjursart som beskrevs av Ilan, Gugel, Galil och Janussen 2003. Sycon faulkneri ingår i släktet Sycon och familjen Sycettidae. Inga underarter finns listade i Catalogue of Life.